# Hsieh Cheng-peng
Hsieh Cheng-peng (chiń. upr. 谢政鹏; chiń. trad. 謝政鵬; pinyin Xiè Zhèngpéng; ur. 22 września 1991 w Tajpej) – tajwański tenisista.
Jego siostry Hsieh Su-wei i Hsieh Yu-chieh również są tenisistkami.

## Kariera tenisowa
Startując w gronie juniorów Hsieh wygrał cztery turnieje wielkoszlemowe: Australian Open 2008, Wimbledon 2008, Australian Open 2009 oraz US Open 2009.
W 2011 roku podczas uniwersjady zdobył dwa medale: złoty w grze podwójnej, startując w parze z Lee Hsin-han, oraz brązowy w rozgrywkach drużynowych. W 2017 ponownie wywalczył złoto i brąz podczas uniwersjady – tym razem pierwsze miejsce osiągnął w rozgrywkach drużynowych, a trzecie miejsce zajął w turnieju gry mieszanej.
W 2016 roku zadebiutował w imprezie Wielkiego Szlema podczas turnieju Australian Open. Jego partnerem był wówczas Yang Tsung-hua. Para odpadła w pierwszej rundzie po porażce z duetem Daniel Nestor–Radek Štěpánek.
W lutym 2019 został finalistą gry podwójnej zawodów ATP Tour w Sofii wspólnie z Christopherem Rungkatem.
Najwyżej sklasyfikowany był na 1098. miejscu w singlu (18 lipca 2011) oraz na 62. w deblu (10 czerwca 2019).

### Finały w turniejach ATP Tour
| Legenda                                      |
| -------------------------------------------- |
| Wielki Szlem                                 |
| Igrzyska olimpijskie                         |
| Tennis Masters Cup / ATP Finals              |
| ATP Masters Series / ATP Tour Masters 1000   |
| ATP International Series Gold / ATP Tour 500 |
| ATP International Series / ATP Tour 250      |

#### Gra podwójna (0–1)
| Końcowy wynik | Nr | Data           | Turniej | Nawierzchnia  | Partner             | Przeciwnicy                 | Wynik finału   |
| ------------- | -- | -------------- | ------- | ------------- | ------------------- | --------------------------- | -------------- |
| Finalista     | 1. | 10 lutego 2019 | Sofia   | Twarda (hala) | Christopher Rungkat | Nikola Mektić Jürgen Melzer | 2:6, 6:4, 2–10 |

### Wygrane turnieje rangi ATP Challenger Tour

#### Gra podwójna (19)
|     | Data       | Turniej    | Naw.            | Partner             | Przeciwnicy                              | Wynik finału      |
| 1.  | 09/06/2012 | Prościejów | Ceglana         | Lee Hsin-han        | Colin Ebelthite John Peers               | 7:5, 7:5          |
| 2.  | 01/02/2015 | Hongkong   | Twarda          | Yi Chu-huan         | Saketh Myneni Sanam Singh                | 6:4, 6:2          |
| 3.  | 27/09/2015 | Kaohsiung  | Twarda          | Yang Tsung-hua      | Gong Maoxin Peng Hsien-yin               | 6:2, 6:2          |
| 4.  | 01/05/2016 | Tajpej     | Dywanowa (hala) | Yang Tsung-hua      | Frederik Nielsen David O'Hare            | 7:6(6), 6:4       |
| 5.  | 24/07/2016 | Gimcheon   | Twarda          | Yang Tsung-hua      | Nicolás Barrientos Ruben Gonzales        | walkower          |
| 6.  | 12/09/2016 | Szanghaj   | Twarda          | Yi Chu-huan         | Gao Xin Zhe Li                           | 7:6(6), 5:7, 10–0 |
| 7.  | 25/03/2017 | Quanzhou   | Twarda          | Peng Hsien-yin      | Andre Begemann Alaksandr Bury            | 3:6, 6:4, 10–7    |
| 8.  | 14/05/2017 | Seul       | Twarda          | Peng Hsien-yin      | Thomas Fabbiano Dudi Sela                | 5:1 krecz         |
| 9.  | 21/05/2017 | Pusan      | Twarda          | Peng Hsien-yin      | Sanchai Ratiwatana Sonchat Ratiwatana    | 7:5, 4:6, 10–8    |
| 10. | 12/08/2017 | Jinan      | Twarda          | Peng Hsien-yin      | N.Sriram Balaji Vishnu Vardhan           | 4:6, 6:4, 10–4    |
| 11. | 17/03/2018 | Shenzhen   | Twarda          | Rameez Junaid       | Denys Mołczanow Igor Zelenay             | 7:6(3), 6:3       |
| 12. | 20/05/2018 | Pusan      | Twarda          | Christopher Rungkat | Ruan Roelofse John-Patrick Smith         | 6:4, 6:3          |
| 13. | 11/08/2018 | Jinan      | Twarda          | Yang Tsung-hua      | Aleksandr Bublik Aleksandr Pawliuczenkow | 7:6(5), 4:6, 10–5 |
| 14. | 23/09/2018 | Kaohsiung  | Twarda (hala)   | Yang Tsung-hua      | Hsu Yu-hsiou Jimmy Wang                  | 7:6(5), 4:6, 10–5 |
| 15. | 3/11/2018  | Shenzhen   | Twarda          | Christopher Rungkat | Jeevan Nedunchezhiyan N. Sriram Balaji   | 6:4, 6:2          |
| 16. | 12/01/2019 | Đà Nẵng    | Twarda          | Christopher Rungkat | Miguel Ángel Reyes-Varela Leander Paes   | 6:3, 2:6, 11–9    |
| 17. | 17/03/2019 | Shenzhen   | Twarda          | Christopher Rungkat | Gonçalo Oliveira Zhe Li                  | 6:4, 3:6, 10–6    |
| 18. | 12/05/2019 | Pusan      | Twarda          | Christopher Rungkat | Toshihide Matsui Vishnu Vardhan          | 7:6(7), 6:1       |
| 19. | 19/05/2019 | Gwangju    | Twarda          | Christopher Rungkat | Nam Ji-sung Song Min-kyu                 | 6:3, 3:6, 10–6    |

### Finały juniorskich turniejów wielkoszlemowych

#### Gra podwójna (4–0)
| Końcowy wynik | Rok  | Turniej         | Nawierzchnia | Partner                 | Przeciwnicy                        | Wynik finału      |
| Zwycięzca     | 2008 | Australian Open | Twarda       | Yang Tsung-hua          | Vasek Pospisil César Ramírez       | 3:6, 7:5, 10–5    |
| Zwycięzca     | 2008 | Wimbledon       | Trawiasta    | Yang Tsung-hua          | Matt Reid Bernard Tomic            | 6:4, 2:6, 12:10   |
| Zwycięzca     | 2009 | Australian Open | Twarda       | Francis Casey Alcantara | Michaił Biriukow Yasutaka Uchiyama | 6:4, 6:2          |
| Zwycięzca     | 2009 | US Open         | Twarda       | Márton Fucsovics        | Julien Obry Adrien Puget           | 7:6(5), 5:7, 10–1 |